# Strezovce (Preševo)
Strezovce (serbisch-kyrillisch Стрезовце, albanisch Stresoc / Stresoci) ist ein Dorf in der Opština Preševo im Süden Serbiens. 2002 hatte es 995 Einwohner, davon 272 Serben und 708 Albaner.
Das Dorf liegt rund sieben Kilometer Luftlinie südöstlich von Preševo, von der Stadt durch den Autoput A1 getrennt, südlich von Reljan und östlich von Cakanovac. Es besteht aus den beiden Weilern Ashan und Strezo. Etwa einen Kilometer südlich befindet sich die Grenze zu Nordmazedonien.
In Strezovce wurde 1963 eine Schule eröffnet. Heute ist die nächste Schule in Reljan.
Der Name der Ortschaft ist slawischen Ursprungs. Im Dorf gibt es eine Moschee.